# 祝连庆
祝连庆（1963年10月—），男，汉族，浙江兰溪人，中华人民共和国政治人物。现任北京信息科技大学教授，博士生导师。第十二、十三、十四届全国政协委员。